# Fuente de Tomares
La fuente de Tomares era un manantial de aguas que surgía en lo que hoy es la esquina sudoriental de la plaza del Ayuntamiento de Tomares (Sevilla) y que era el origen del arroyo de la Fuente que desembocaba en el río Guadalquivir a la altura de San Juan de Aznalfarache. Sus restos se hallan a una cota inferior a la de la plaza, por lo que para su acceso se requería unas escalinatas.

## Espacio geográfico

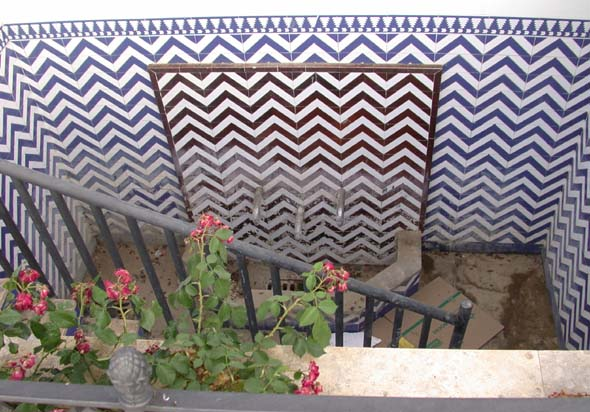
Interior de la fuente de Tomares.

El término municipal de Tomares es rico en aguas subterráneas que surgen con facilidad a la superficie, formando, como en el caso de la zona de la Cañada de Morales, lagunas naturales a las que los lugareños las denominan “pozas” y que desde el paleolítico han sido aprovechadas para su explotación agrícola
En el caso de la fuente de Tomares, estas aguas subterráneas se encontraban canalizadas formando una red de galerías o minas de agua construidas artificialmente en una época incierta, que no han sido estudiadas por los arqueólogos.
La galería principal transcurría bajo la hacienda de Navarro, la iglesia parroquial y la hacienda del Conde (actual Ayuntamiento) y llegaba hasta el lugar de su emplazamiento histórico.

## Historia

### Hipótesis sobre elmilagro de Osset

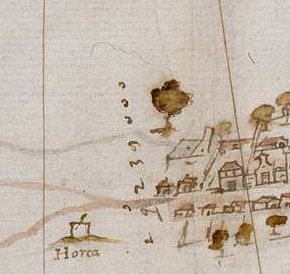
Imagen del manantial de la fuente de Tomares en el mapa de Obando de 1628. En aquella época el manantial surgía en la hacienda Santa Ana (El Conde)

El escritor romano Plinio menciona que Osset era una ciudad que se encontraba en un lugar indeterminado en la banda derecha del río Betis, una vez pasada Híspalis, antes de llegar a la actual población de Gelves, y de cuyo emplazamiento no se ponen de acuerdo los historiadores, ofreciéndose a veces identificaciones muy diversas.
La opinión más extendida en la antigüedad era que correspondía al cerro de Chavoya, terreno en la actualidad desnaturalizado tras la construcción de las instalaciones de Canal Sur Televisión y del Hotel Alcora, en el término de San Juan de Aznalfarache. Ya durante el Renacimiento, el erudito Rodrigo Caro, basándose en unas ruinas con características constructivas similares a las de Itálica y completamente diferentes a la muralla de Aznalfarache que es de origen árabe, se inclinó por esta teoría.
Sin embargo, la mayoría de los historiadores se deciden hoy por localizarlo en el cerro de los Sagrados Corazones (José Luis Escacena Carrasco), o en lugares cercanos a esa población como es el caso de Antonio Tovar.
La localización en el cerro de los Sagrados Corazones tropieza con el hecho de su absoluta falta de agua en el subsuelo que ha impedido un poblamiento urbano continuo a lo largo de la historia, salvo el convento de los frailes de la Tercera Orden de Penitencia de San Francisco que se alzó a partir de 1400 y que la suplía con la existencia de aljibes para aprovechar el agua de la lluvia. «Muy desacomodado por la falta de agua que padecía» dice José de Vallés en 1792
Esta circunstancia se agrava si acudimos a las obras de algunos autores eclesiásticos que niegan rotundamente que Osset se encontrase en tal localización 
Por otro lado, en los anales de Marco Máximo ( escribe que San Gregorio de Osset murió en esta ciudad, cerca de las Aguas Duras, que evidentemente no existen en el citado cerro,  y Gregorio de Tours, contemporáneo de los hechos que narra, describe el milagro de la fuente de la iglesia de Osset, que básicamente consistía en que terminados los oficios del Jueves Santo por el obispo (se supone que de Hispalis) y con la pila bautismal vacía, se sellaba la puerta de la iglesia y no se abría hasta el Sábado Santo. Al entrar el pueblo en ese día,  se encontraba el estanque bautismal rebosando y tras bendecir el agua, la gente del pueblo se la llevaba a su casa y hasta regaba los campos. Cuando se tocaba al primer bautizado, el agua del estanque volvía a su nivel natural hasta el año siguiente.
El hecho de que la galería del agua de la fuente de Tomares pasara bajo el suelo de diferentes edificios históricos, entre ellos la actual iglesia parroquial, la poca distancia al lugar que señalan los arqueólogos de la supuesta ubicación de Osset y los recientes hallazgos arqueológicos romanos en la localidad hacen pensar en la hipótesis de que la iglesia en la que se produjo tal milagro se ubicase en Tomares.

### Sevilla y el agua de Tomares
El agua de la inagotable fuente de Tomares tuvo a lo largo de la historia fama de gran calidad y agradable sabor, especialmente para los habitantes de la cercana ciudad de Sevilla que carecía de fuentes naturales y que hasta finales del siglo XIX dependía para su abastecimiento del agua de los manantiales de Alcalá de Guadaira que se canalizaba a través de los Caños de Carmona de no muy buena condición, según las opiniones de la época.
El caso del arrabal de Triana era aún más grave ya que solo contaba para su abastecimiento con el agua del río y de los pozos que este alimentaba.
Esta circunstancia hizo que desde tiempo inmemorial fuera constante el tráfico de las arrias de borricos cargados del apreciado líquido por el corto camino que unía ambas poblaciones y que una vez llegados a la capital iban vendiendo de puerta en puerta o abasteciendo a las botillerías y aguaduchos que abundaban a lo largo y ancho de la ciudad.

Algunos de ellos alcanzaron fama literaria como es el caso del “Puesto de Agua” que se hallaba en lo que hoy es el Paseo de Colón, en el terreno que ocupa la esquina de la calle Reyes Católicos y el edificio conocido por los Almacenes del Rey.

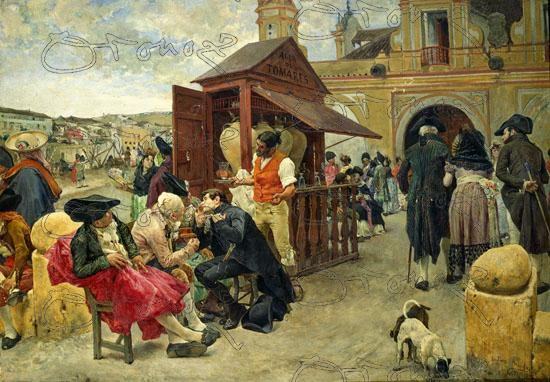
"El aguador y los murmuradores" José Jiménez Aranda. 1878

Según Manuel Chaves Rey en su obra “Páginas Sevillanas” Imp. E. Rasco. Sevilla. 1894, pag. 286, el establecimiento estaba formado por una alta estantería, un mostrador y varios bancos de madera, y mesillas pequeñas colocadas convenientemente. En la estantería encontrábanse cuatro grandes cántaras de barro, una estampa religiosa y algunas macetas de olorosa albahaca, que en estío presentaban agradable aspecto. Sobre el mostrador, limpios vasos de cristal, puestos en fila, convidaban a apagar la sed de los transeúntes, y cerca de ellos se veía la cesta de panales, las botellas con almíbar para los refrescos, las cajas con pastillas de almendras, y otros diversos objetos que se utilizaban en el servicio del público. En la parte más elevada de la estantería, y con gruesos caracteres, había un letrero donde podían leerse estas palabras: “Puesto de agua de Tomares”; y la fama que dicho puesto tenía comenzó a hacer que la gente asistiese allí, convirtiendo el lugar en casino y centro donde se reunían muchas personas de las más conocidas en Sevilla a fines del siglo XVIII.
En la terraza se formaban tertulias a las que asistían personajes importantes de aquel tiempo como Francisco de Bruna y Ahumada, Oidor decano de la Real Audiencia de Sevilla y miembro de los Consejos de Hacienda y de Castilla, el poeta Manuel María de Arjona o el célebre fraile capuchino de la época fray Salvador Joaquín de Sevilla, padre Verita.
También frecuentaba aquel establecimiento el célebre Manolito Gázquez, inmortalizado por Serafín Estébanez Calderón en su obra “Escenas andaluzas” y ya avanzada la noche aparecía por allí el popular diestro Pepe-Illo con su corte de seguidores y cuyas juergas tenían fama en toda la ciudad.
Aquel puesto desapareció en la segunda década del siglo XIX y a este le siguieron otros que,  si bien no tuvieron la misma aceptación, continuaron con la venta de la célebre agua de Tomares hasta finales de aquel siglo.
Eran también famosas las tiendas de lonas que las gitanas de Triana alzaban en el real de la Feria de Sevilla durante el siglo XIX con el “Agua fresca de Tomares”

### La Casa de las Aguas de Triana.
La epidemia de cólera morbo asiático que sufrió Sevilla en el año 1833 y sus rebrotes en años sucesivos produjo miles de muertos, que afectaron especialmente al barrio de Triana. Las condiciones insalubres de sus casas y el consumo de las aguas infectadas de los pozos y del río fueron las causas principales del desarrollo de la enfermedad. Esta circunstancia obligó a las autoridades sanitarias de la ciudad a estudiar la necesidad de dotar al arrabal de un abastecimiento de aguas con garantías de salubridad.  Fue el alcalde de la ciudad José Joaquín de Lesaca en 1844 el primero que se propuso llevar a cabo la traída de aguas desde la fuente de Tomares.
Sin embargo las dificultades presupuestarias del Ayuntamiento impidieron que la gestión del abastecimiento se realizara con capitales públicos.
Un industrial privado, Juan de Dios Govantes y Valdivia que tenía una fundición de plomo en Tomares que había inaugurado en 1838 fue quien se adjudicó las obras dirigidas por el arquitecto municipal Balbino Marrón.
La casa de las aguas , situada en la actual calle Betis en un local que ocupaba los actuales números 4 y 6 fue inaugurada el 16 de septiembre de 1851. La conducción constaba de 5,200 varas (4.350 metros) de tubos de plomo de cuatro pulgadas de diámetro (93 milímetros) y se almacenaba en dicho local en dos depósitos de 1,750 arrobas (28,000 litros) cada uno y tardaban 10 horas en llenarse. Delante de los depósitos había una galería que contenía veintidós grifos, uno de los cuales desaguaba en el arco de la fachada para que los pobres pudieran beber gratuitamente y por último había una poceta donde se recogía el sobrante para los perros. Todos los muros estaban alicatados con azulejos de Valencia. 
El funcionamiento de la casa de aguas tuvo una vida efímera, ya que en 1885 la Seville Waterworks Company Limited a la que le fue concedida la concesión del suministro del agua para toda Sevilla consiguió la autorización del Ayuntamiento para abastecer a Triana mediante una tubería provisional a lo largo del puente de Isabel II que se hizo definitiva tras construirse la pasarela del agua en 1898.

## La fuente de Tomares en la literatura y las artes.

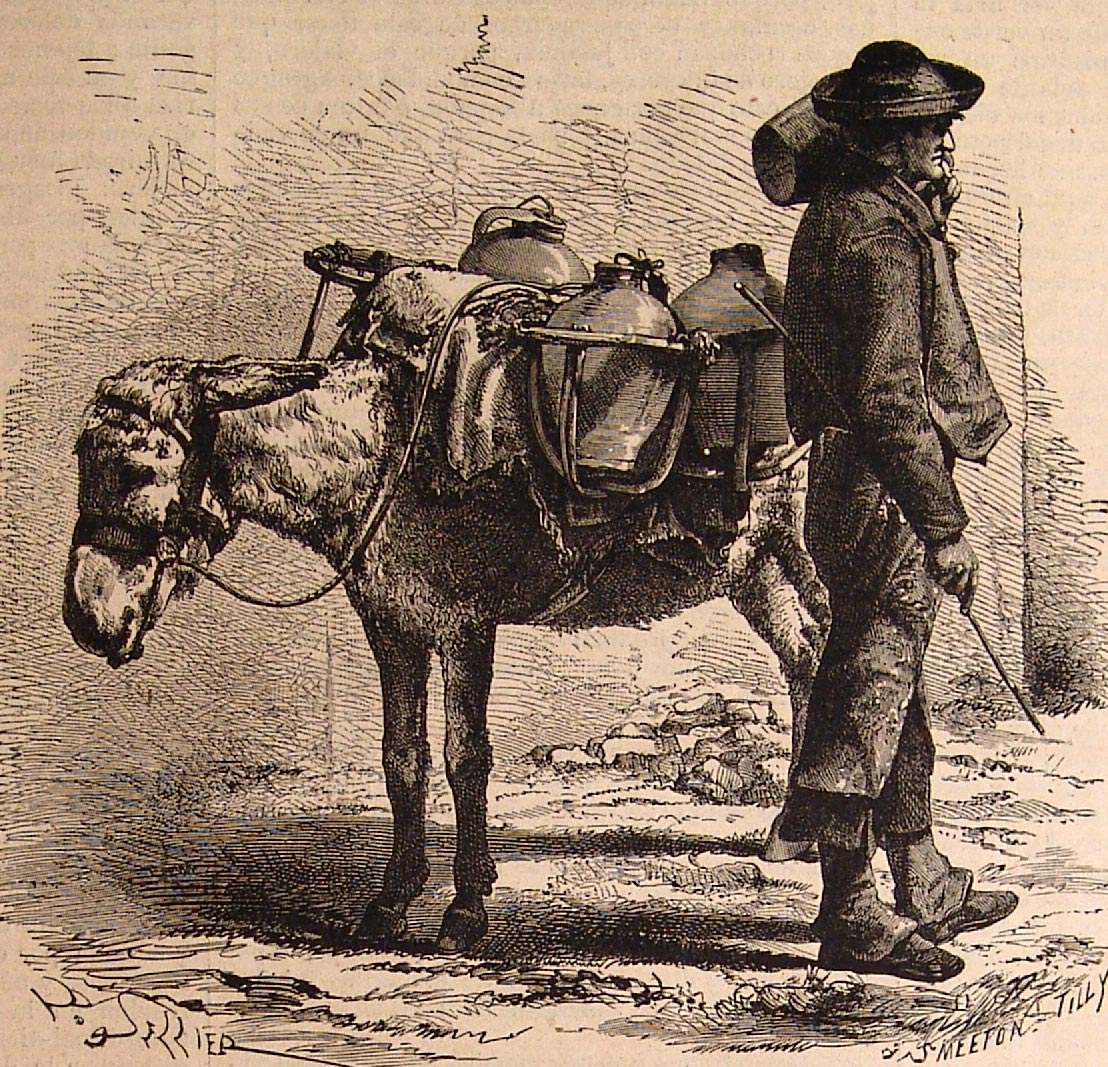

La extraordinaria popularidad que tenían en Sevilla las aguas procedentes de la fuente de Tomares haría interminable una relación de las citas y referencias literarias. A continuación se relacionan algunas de ellas:
- Juan del Mal Lara, “Recebimiento qve hizo la mvy noble y muy leal ciudad de Seuilla / a la C. R. M. del rey D. Philipe, N. S."  de 1570
- Ángel de Saavedra, Duque de Rivas en la obra de teatro "Don Álvaro o la fuerza del sino".[9] 1839
- José Fernández-Espino,  "La Fuente de Tomares" 1859. poema basado en una leyenda popular conservada en la localidad en aquella época.[10]
- Philip Hauser, Estudios médicos-sociales de Sevilla.[11] 1882
- Manuel Fernández y González, "Diego Corriente"[12] 1866-1867

## La Fuente de Tomares en la actualidad.

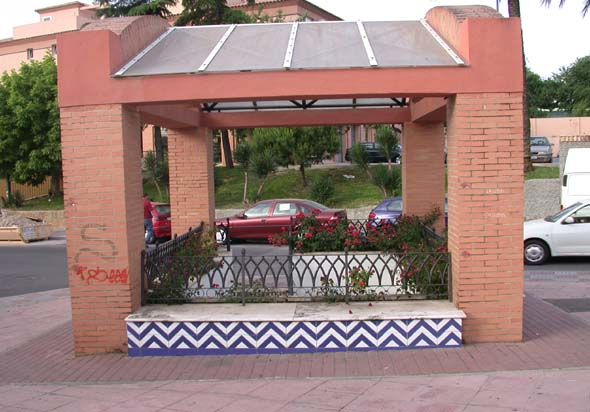
Exterior de la fuente de Tomares

Las obras públicas realizadas en los últimos decenios en la localidad han provocado la pérdida de instalaciones históricas del pueblo, como es el caso de esta fuente pública. El desconocimiento de las tradiciones y la ignorancia sobre las costumbres y el patrimonio histórico material e inmaterial de gran parte de la población que no ha nacido en el pueblo, ha sido causa de la misma.